# 伊薩河
53°06′24″N 25°19′48″E / 53.1068°N 25.3299°E
伊薩河是白俄羅斯的河流，流經布列斯特州和格羅德諾州，屬於夏拉河的右支流，河道全長62公里，流域面積554平方公里，河口處在斯洛尼姆。